# Трачук Захар Трохимович
Захар Трохимович Трачук (? — ?) — український радянський діяч, новатор сільськогосподарського виробництва, комбайнер Устянської МТС і колгоспу імені Котовського Бершадського району Вінницької області. Депутат Верховної Ради УРСР 4—5-го скликань.

## Біографія
Народився в селянській родині.
З 1930-х років — тракторист, помічник бригадира і бригадир тракторної бригади Устянської машинно-тракторної станції (МТС) Бершадського району Вінницької області. Закінчив курси комбайнерів.
У 1936—1941 і у 1944—1958 роках — комбайнер Устянської машинно-тракторної станції (МТС) Бершадського району Вінницької області.
З 1958 року — комбайнер колгоспу імені Котовського села Берізки-Бершадські Бершадського району Вінницької області.

## Нагороди
- орден Леніна (1950)
- орден Трудового Червоного Прапора (1951)
- медалі[які?]